# Tay Ninh
Tay Ninh è una città nella Regione sud-occidentale del Vietnam. È la capitale della Provincia di Tay Ninh. Tay Ninh è nota per essere il centro del Caodaismo.
Dal punto di vista amministrativo, funge da municipalità autonoma o "capitale di distretto", non dipende quindi da un altro Distretto. Ha 183.654 abitanti. Il turismo di Tay Ninh è in fase di sviluppo.

## Eventi culturali
La città di Tay Ninh è considerata la Santa Sede della religione Cao Dai, e per questo motivo teatro dell'annuale cerimonia nota fra i devoti con il nome di Hội Yến Diêu Trì.